# Jean Geoffroy Fritz
Pour les articles homonymes, voir Fritz.
Jean Geoffroy Fritz, né le 31 décembre 1768 à Strasbourg et mort le 14 septembre 1823 dans la même ville, est un orfèvre actif à Strasbourg au XVIIIe et au début du XIXe siècle.

## Biographie
Issu d'une famille protestante luthérienne, il est le fils de l'orfèvre Jean Frédéric Fritz.
Sa formation semble avoir été assez courte : il commence son apprentissage dans l’atelier de l’orfèvre Jean Philippe Kraemer II en 1781 et l’achève dès 1785. Sa période de compagnonnage est également brève puisqu'en 1789 il succède à son père, réalisant une chapelle qui revient par la suite à l’archevêque de Toulouse (futur cardinal), Anne-Antoine de Clermont-Tonnerre.
En 1798, il insculpe son poinçon en forme de losange qu'il utilise le plus souvent tel quel, parfois à côté de son poinçon rectangulaire. En Alsace quelques pièces religieuses portent ce poinçon, tant chez les protestants que chez les catholiques.

## Œuvre
Plusieurs pièces de la fin du XVIIIe siècle appartenaient à la première chapelle épiscopale du cardinal de Clermont-Tonnerre et se trouvent aux Hospices de Beaune. Depuis le 15 septembre 2014, elles font l'objet d'une protection par les Monuments historiques (inscrits au titre objets).
 
Il s'agit notamment d'un bougeoir pontifical, d'un calice et de sa patène, de deux burettes sur leur plateau, d'une clochette, d'une boîte à hosties.
Le musée des arts décoratifs de Strasbourg détient notamment un calice en argent doré (1798-1809), deux aiguières de Sainte-Cène en argent doré (1798-1809), une aiguière de baptême en argent et bois noirci (1809) et son bassin en argent (1809-1819), en collaboration avec Frédéric Schuler.

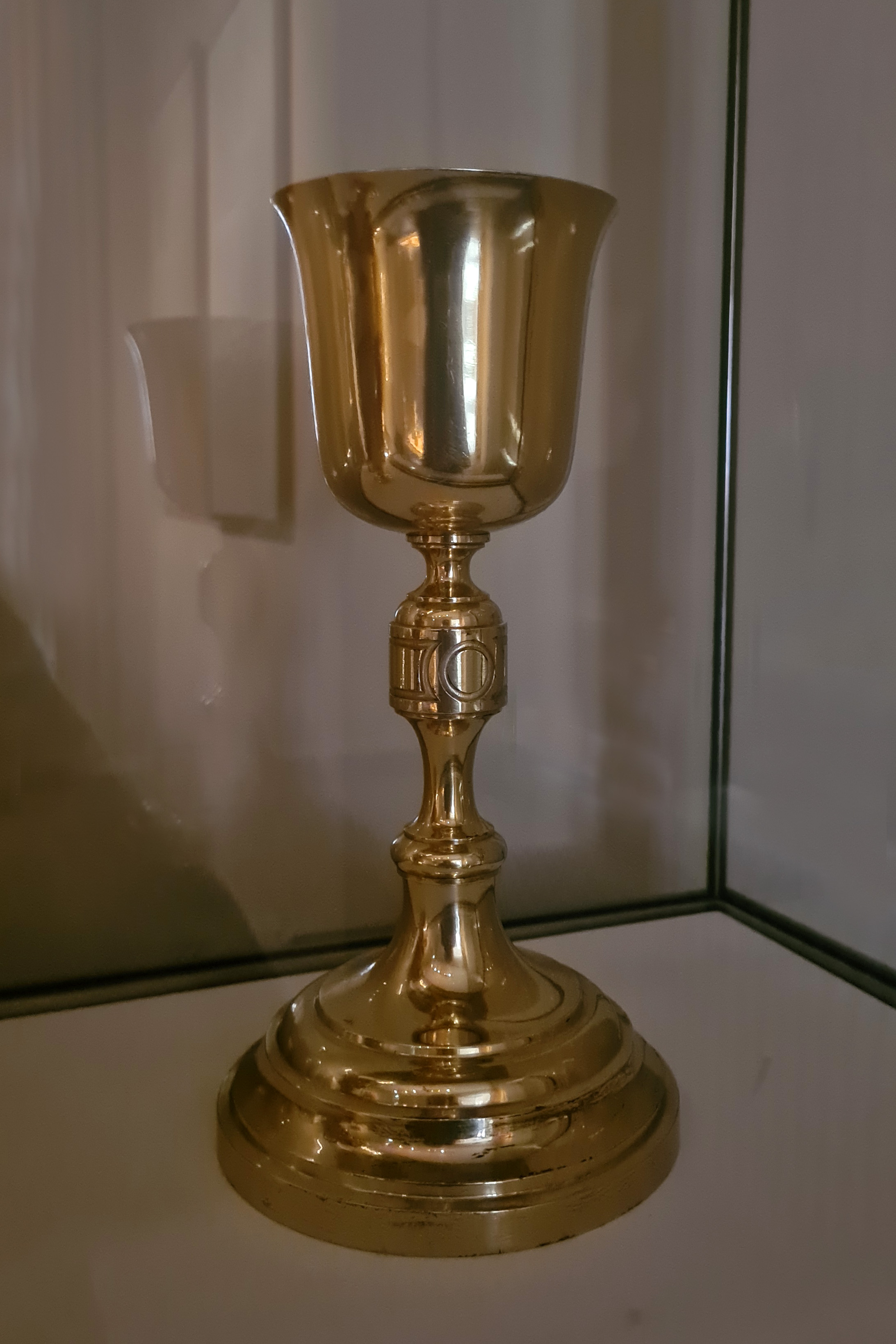
Calice.
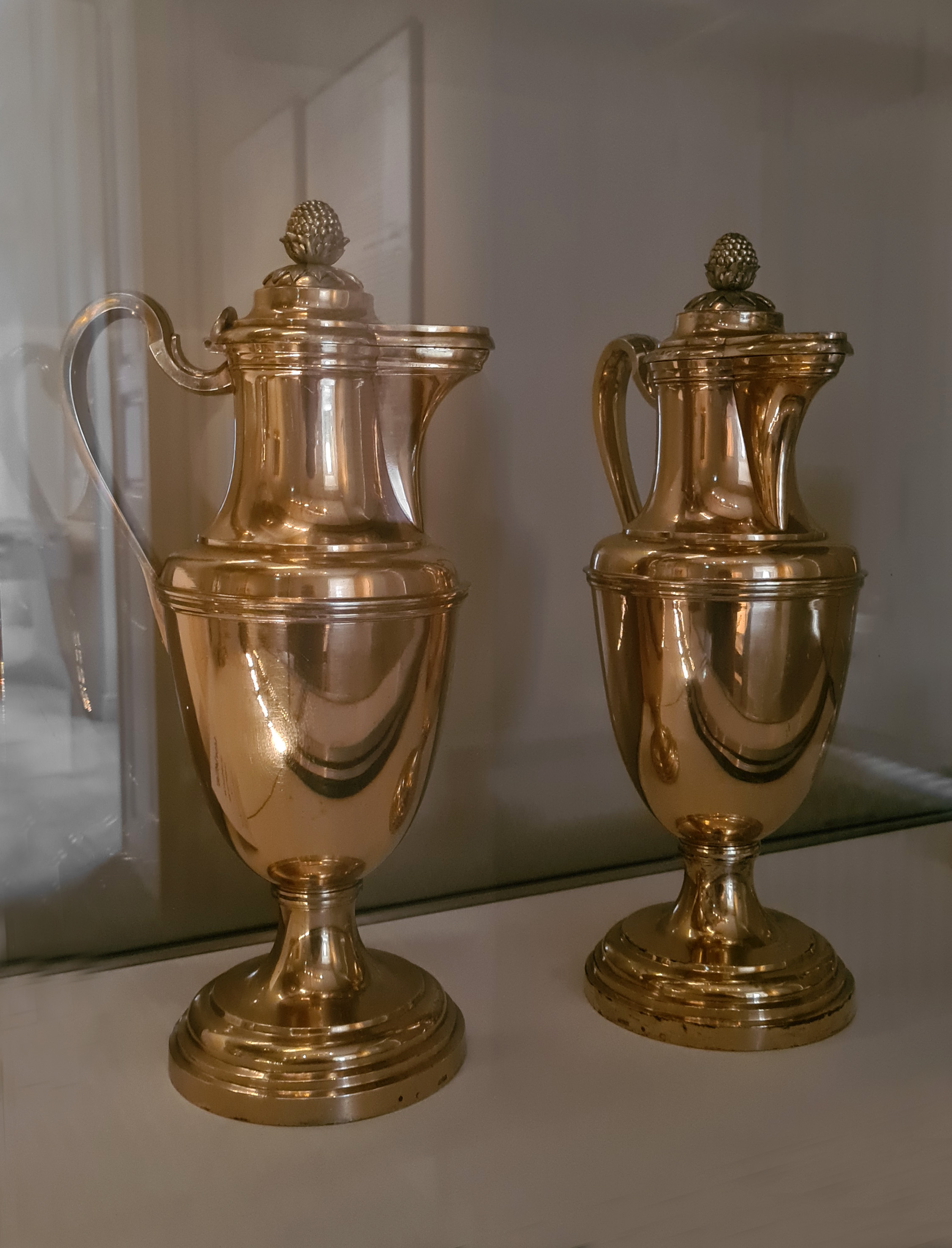
Deux aiguières de Sainte-Cène.
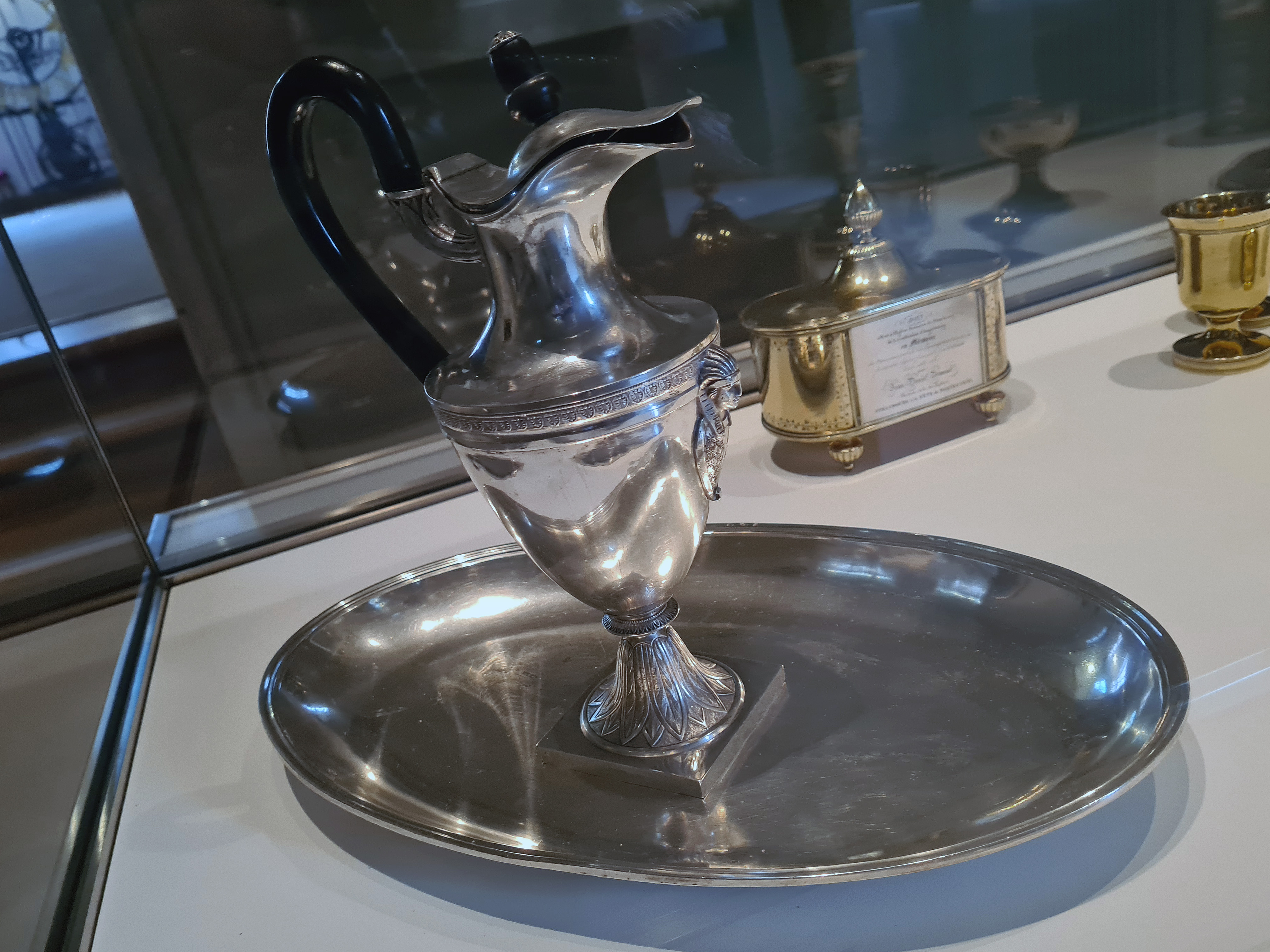
Aiguière de baptême et son bassin (avec Frédéric Schuler).
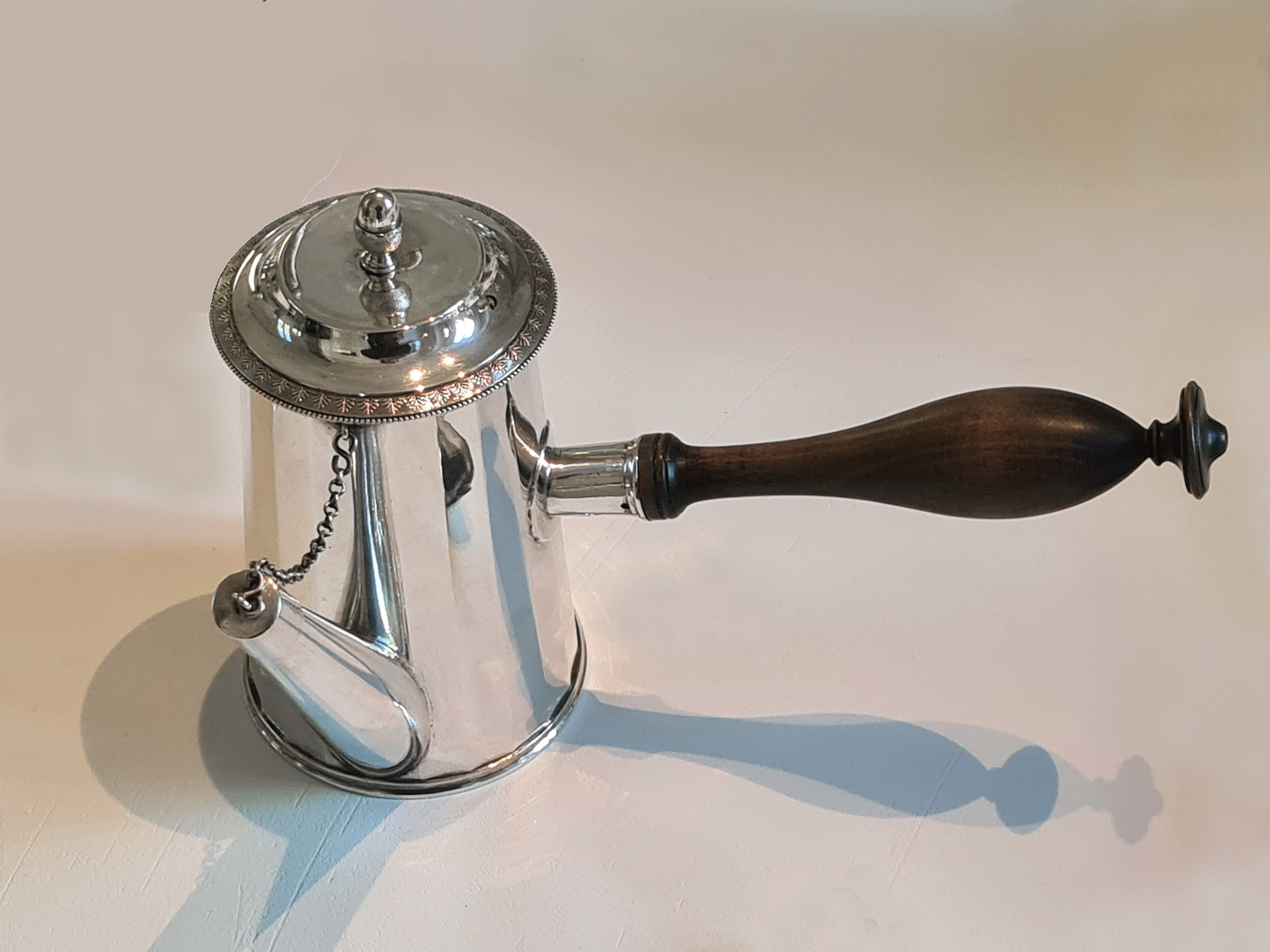
Cafetière.

L'église catholique de l'Assomption de la Bienheureuse Vierge Marie à Bergheim conserve un ciboire réalisé en 1789 en collaboration avec Philippe Koenig, ainsi qu'un ostensoir du début du XIXe siècle.
Un calice, exécuté entre 1819 et 1823, se trouve à l'église paroissiale Saint-Pierre et Saint-Paul de Burnhaupt-le-Bas.
L'atelier de Jean Geoffroy Fritz se distingue particulièrement dans le domaine de la vaisselle, remarquée lors de ventes aux enchères prestigieuses : un ensemble de couverts à dessert est vendu à Paris, à l'hôtel Drouot, en 1976 ; un service de couverts à entremets est vendu à Genève par Christie's en 1997 ; une pelle à tarte est adjugée à Drouot en 2003.